# Mark Redshaw
Mark Redshaw (Salford, 25 september 1984) is een Engels voetballer die als aanvaller speelt.
Redshaw speelde in de jeugd bij Manchester United, Wrexham FC en Manchester City. Hij brak echter niet door en speelde bij clubs op lager niveau in het Verenigd Koninkrijk en had korte periodes in Australië, Griekenland en IJsland. In het seizoen 2011/12 kwam hij uit voor FC Oss in Nederland.
Ook zijn vader Ray en zijn broer Jack waren profvoetballers.